# يعقوب بيري
يعقوب بيري (العبرية: יעקב פרי)، (وُلد في تل أبيب في 20 فبراير عام 1944)، هو نائب في الكنيست الإسرائيلي عن حزب "هناك مستقبل"، اشغل منصب رئيس جهاز الأمن العام (المخابرات الداخلية -الشاباك) في الفترة ما بين 1988-1995، وكان أول رئيس للجهاز يتم الكشف عن هويته الكاملة وهو ما يزال في منصبه.
بعد انهاء الخدمة العسكرية، درس بيري في الجامعة العبرية في القدس وجامعة تل أبيب وحصل على درجة البكالوريوس في مجال دراسات الشرق الأوسط وتأريخ الشعب اليهودي.
في منصبه كرئيس للشاباك، كان بيري مؤيدا للمفاوضات مع الأطراف العربية، وأيد اتفاق أوسلو، وبعد انتهاء ولايته في العام 1995، عرض توجهات بإتجاه السلام، الا انه سرعان ما انتقل إلى مجال الأعمال، عيين رئيس مجلس إدارة شركة الاتصالات الخليوية الإسرائيلية سلكوم، التي بدأت في العمل عام 1997، واصبحت لاحقًا أكبر شركة اتصالات خلوية في إسرائيل، بعدها تنقل بيري في عدة وظائف رفيعة في الاقتصاد.
انضم لحزب كاديما عام 2011، الا انه خرج منه وانتخب للكنيست للمرة الأولى عام 2013، بعد انضمامه لحزي "هناك مستقبل- يش عتيد"، واعيد انتخابه عام 2015، وتولى بيري حقيبة العلوم، في حكومة بنيامين نتنياهو 2013- 2015.
بيري متزوج ويسكن في تل أبيب، وهو يعتبر هاوي للموسيقى وقد عزف في عدة فرق موسيقية ومنها فرقة كتائب الشبيبة وفرقة صوت إسرائيل في القدس والفرقة السيمفونية في حيفا.

## تاريخه[4]
1966 - تم تجنيده في صفوف جهاز الأمن العام وتأهيله بصفة أحد رجال المخابرات الميدانية في الوسط العربي.
1972 - عُين في منصب قيادي في منطقة القدس والضفة الغربية.
1975 - عُين رئيساً لدائرة التدريب في جهاز الأمن العام الشاباك
1978 - عُين قائداً للمنطقة الشمالية في جهاز الأمن العام الشاباك
1981 - عُين قائداً لمنطقة القدس والضفة الغربية
1987 - عُين نائباً لرئيس جهاز الأمن العام الشاباك
1988 - عُين رئيساً لجهاز الأمن العام الشاباك
1994- خرج في إجازة دراسية حيث أكمل مسار دراسات الإدارة والميزانية والتسويق والاقتصاد في كلية إدارة الأعمال التابعة لجامعة هرفارد الأميركية في مدينة بوسطن.
1995 - اعتزل مهام منصبه رئيساً لجهاز الأمن العام الشاباك.